# Oggy och kackerlackorna
Oggy och kackerlackorna (franska Oggy et les Cafards) är en fransk animerad TV-serie från 1998. 
TV-serien handlar om den blå katten Oggy och gröna katten Jack som ständigt måste tampas med de tre besvärliga kackerlackorna, Joey, Dee-Dee och Marky (uppkallade efter medlemmar i musikgruppen The Ramones). Namnet Oggy är uppkallad efter Iggy Pop och rockalbumet The Rise and Fall of Ziggy Stardust and the Spiders from Mars.

## Bakgrund
Serien producerades i 195 avsnitt, 7 minuter långa. Serien påminner mycket om Tom och Jerry som har "barnvänligt" våld. Oggys granne Bob är en hund som avskyr när Oggy står i vägen för honom.
TV-serien har i Sverige visats på Kanal 5 nickelodeon/nickelodeon Sverige och Fox Kids i början av 2000-talet. 
I början av 2007 meddelade seriens skapare Oliver Jean-Marie att en tredje säsong med 39 nya avsnitt skulle börja visas på den franska kanalen FR3 i början av 2008. Under 2012 producerades en fjärde säsong med 66 nya avsnitt samt 4 halvtimmeslånga specialavsnitt.